# Gut Rödinghausen

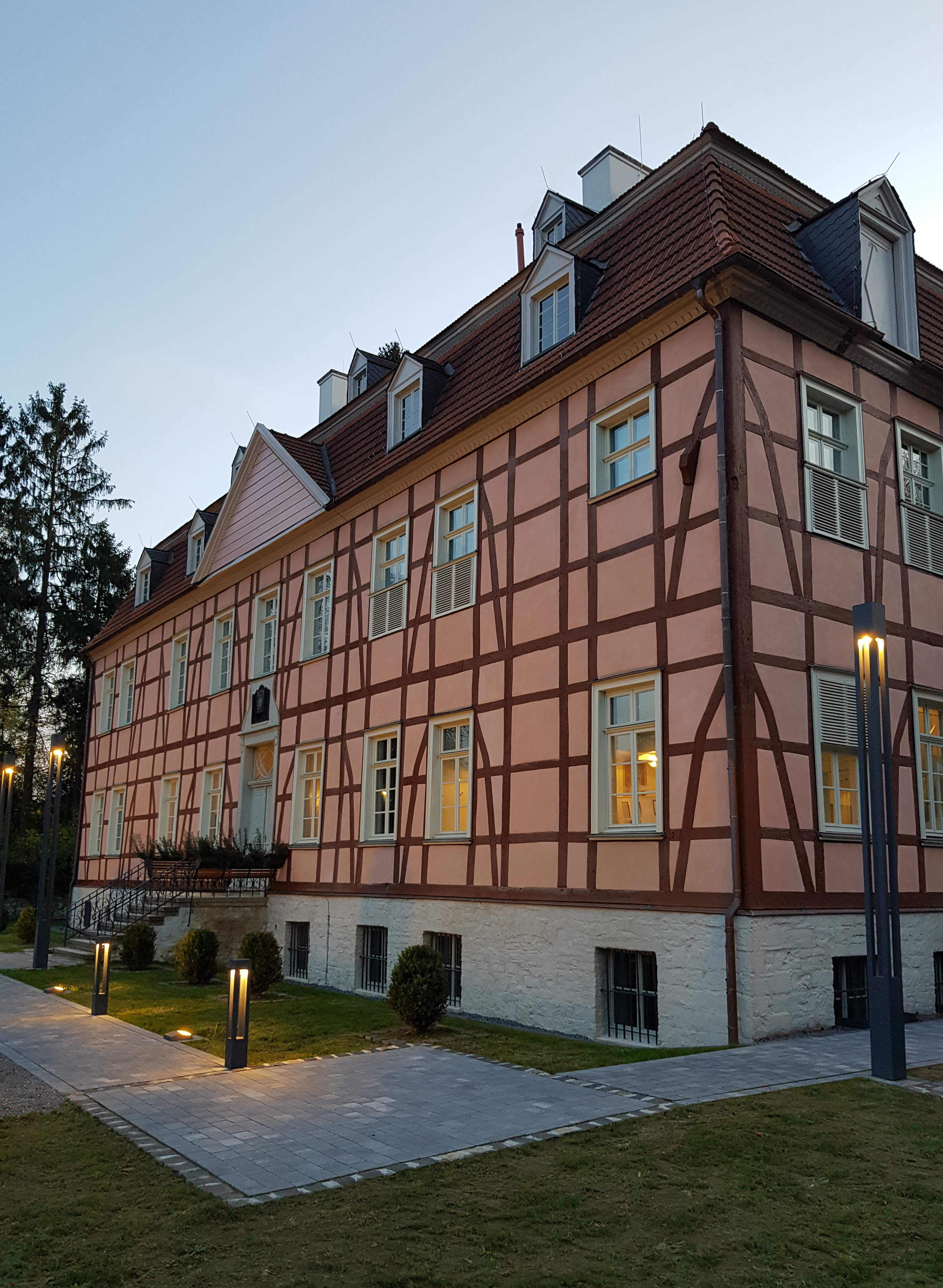
Herrenhaus

Gut Rödinghausen liegt im Ortsteil Lendringsen der Stadt Menden (Sauerland) und war Stammsitz der Freiherren von Dücker, einem westfälischen Adelsgeschlecht. Gut Rödinghausen beherbergt das Industriemuseum Menden.

## Geschichte und Baubeschreibung
Das langgestreckte Herrenhaus wurde 1807 als Fachwerktraufenhaus vermutlich auf den Resten eines Vorgängerbaus errichtet. Sein Baujahr ergibt sich aus einem verwitterten Grundstein mit der Datierung 1807, der sich im Kellersockel des Gebäudes befindet.
Das Haus wurde in klassizistischem Stil erbaut und gliedert sich in 11 Achsen. Der linke Gebäudeflügel ist zweigeschossig, der rechte dreigeschossig. In der Mittelachse oberhalb des zweiflügeligen Eingangsportals mit Oberlicht und einläufiger Freitreppe befindet sich im unteren Bereich des Mansardwalmdaches ein schmückender Fronton. Über dem Eingang ist eine vom Vorgängerbau stammende Wappentafel von 1698 angebracht. Rechts und links des Zwerchhauses sowie im oberen Bereich des Mansardwalmdaches befinden sich mehrere Dachgauben.

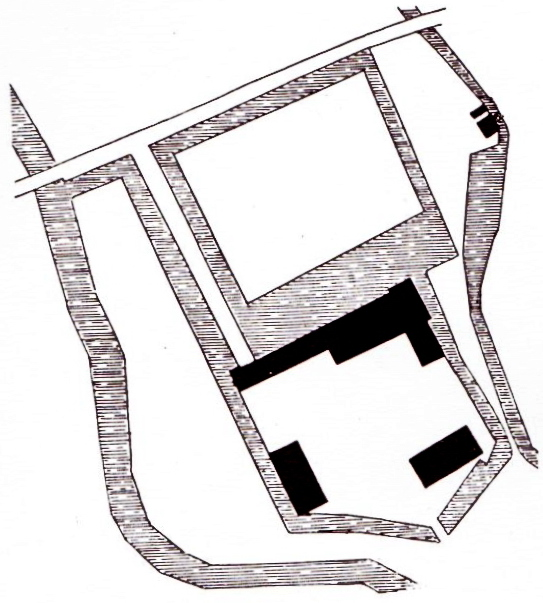
Grundriss mit Grabenanlagen um 1900

Das Herrenhaus ist fast gänzlich von Grabenanlagen der Hönne umgeben. Dem hinter dem Haus liegenden Graben schließt sich der historische Park mit altem Baumbestand an, der westlich vom Lauf der Hönne begrenzt wird und sich nördlich bis an die Landstraße 537 erstreckt.

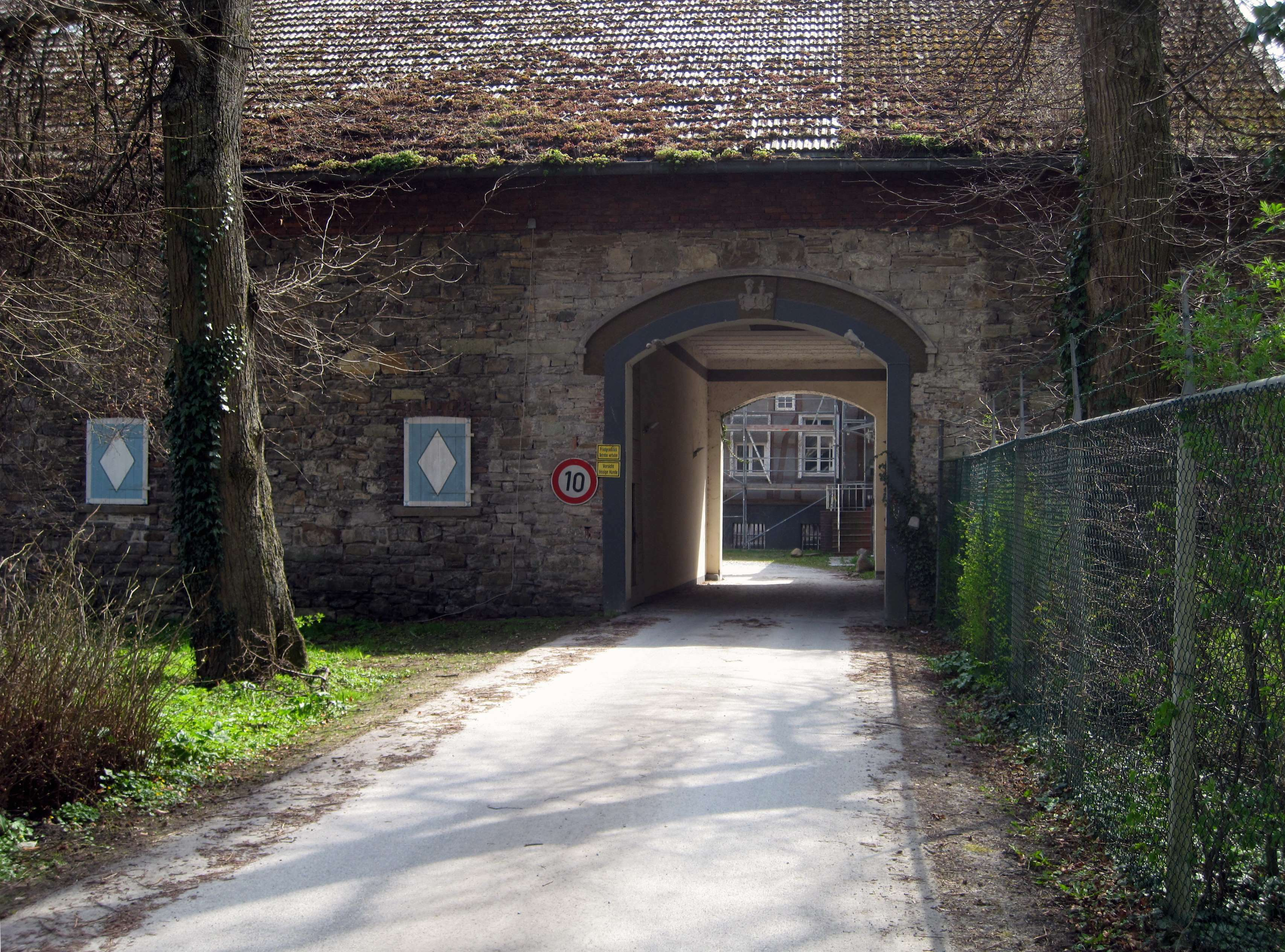
Zufahrtsallee

Von Norden her ist Gut Rödinghausen über eine schmale Zufahrtsallee durch eine segmentbogige Toreinfahrt, die durch den westlichen Teil des Okonomiegebäudes führt, erreichbar. Im Torbogen befindet sich ein Allianzwappen Dücker-Wedel mit Schlussstein und der Jahreszahl 1875. Das Ökonomiegebäude erstreckt sich über die Nordflanke des Gutes. Weitere Gebäude stehen an der Ost- und Südflanke des Gutes und sind nur unwesentlich später errichtet worden.
Das Herrenhaus, das Ökonomiegebäude und die Parkanlage des Gutes wurden am 25. Juli 1983 in die Denkmalliste der Stadt Menden (Sauerland) eingetragen.
In den 1990er Jahren war das Gut zeitweise im Besitz von Heinz Weifenbach, Unternehmer und zeitweise Vorsitzender des Eishockeyclubs ECD Iserlohn. Dieser führte Umbauten durch. In den Kaminsaal kamen Stuckleisten und eine Seidentapete. In das Bad ließ er einen Vier-Personen-Whirlpool einbauen, was eigentlich zu schwer für das hölzerne Gebälk war. Weifenbachs Lebensgefährtin Helga Mense-Ermert verkaufte 2007 der Stadt Menden das Herrenhauses des Gutes im Erbbaurecht für 800.000 Euro. Mit dem Kauf sollte die vermeintliche Ansiedlung eines NPD-Schulungsheims durch Jürgen Rieger in Menden verhindert werden. Es wurde vielfach bezweifelt, dass Rieger überhaupt ein ernsthaftes Interesse am Gut hatte, da der Marktwert angeblich „Null Euro“ betrug. Aufgrund des schlechten Zustandes musste das Herrenhaus auf Kosten der Allgemeinheit aufwendig saniert werden. Eine Nutzung war aufgrund des Vertrages mit dem Alteigentümer (unter anderem Nutzungsrechte für den Alteigentümer, Nebengebäude verblieben beim Alteigentümer), aber auch des Denkmalschutzes kaum möglich. Nach dem man den Gescheckten Nagekäfer, ein besonders aggressiver Holzwurm, in den alten Eichenbalken des Guthauses entdeckte, musste 2015 aufwendige Bekämpfungsmaßnahmen durchgeführt werden. Man packte das Gebäude in Plastikfolien ein und bis zu 75 Grad heiße Luft blies man in das Gebäude. Die Eichenbalken sollten auf mindestens 55 Grad erwärmt werden, um die Gescheckten Nagekäfer zu töten. Die Kosten der Sanierung sollte allein für die Jahre 2015 und 2016 1,5 Millionen Euro für die Stadt Menden betragen.

## Heutige Nutzung

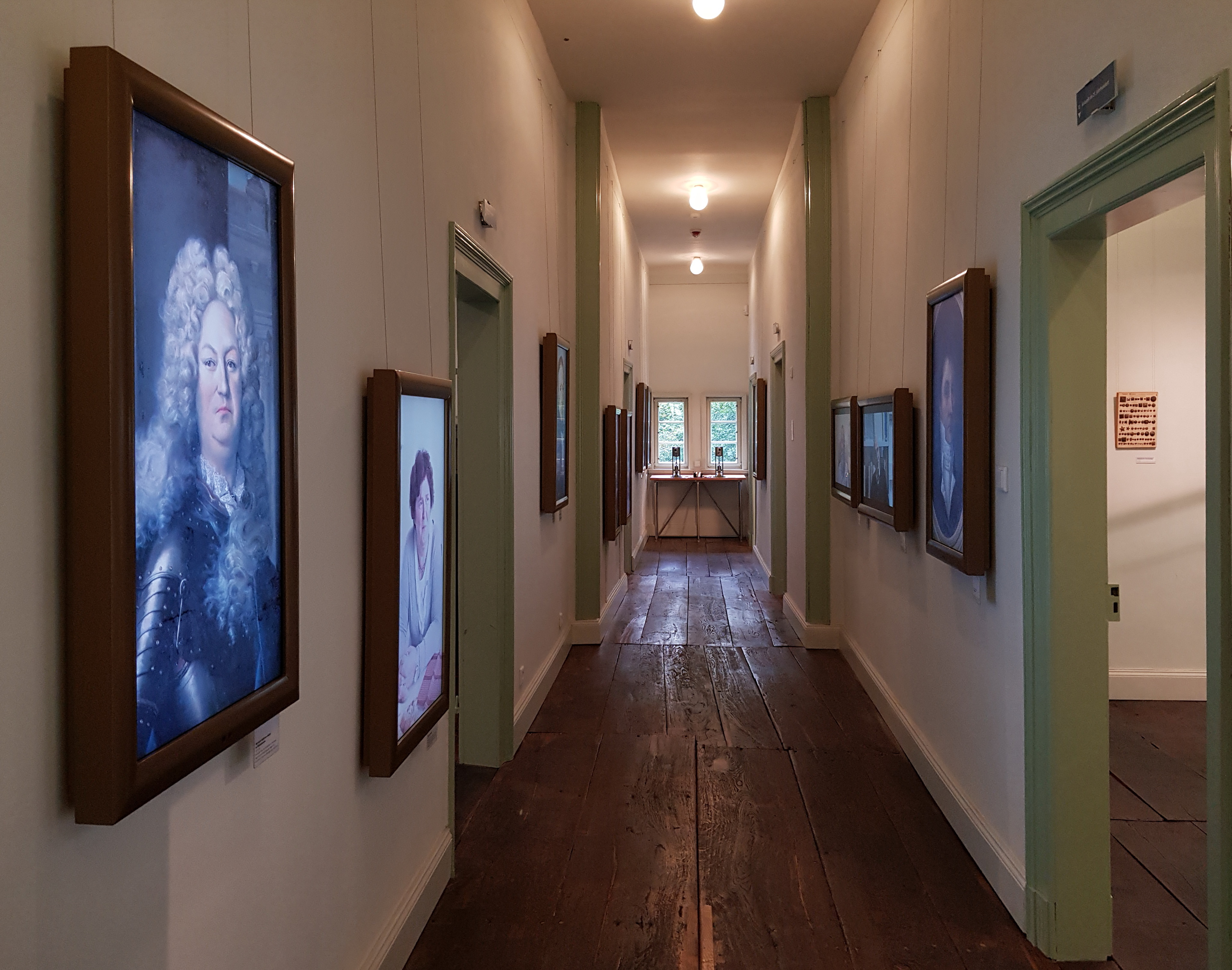
Gang im Industriemuseum

2019 wurde im zweiten Obergeschoss des Herrenhauses das Industriemuseum Menden eingerichtet.
Seit 2019 wird auf Gut Rödinghausen einmal jährlich das KunstFest PASSAGEN veranstaltet, gefördert durch die Kunststiftung NRW und getragen von der Stadt Menden als Verstalter. Die Stadt Menden bietet an, im Kaminzimmer zu heiraten. Der Versuch, auf Gut Rödinghausen einen Digital Campus zu initiieren, scheiterte u. a. auch am fehlenden Zugriff auf das Gesamtgelände. 2022 gelang es der Stadt Menden das komplette restliche Gelände rund um das Gutsgebäude mit Stallungen und dem Reiterhof zu übernehmen, allerdings nur über ein Erbbaurecht für einige Jahrzehnte.